# سعید نیاکوثری
سعید نیاکوثری (متولد ۱۳۴۰ در شیراز)، آهنگساز، موسیقی دان، نوازنده سنتور و سه تار و پژوهشگر ایرانی می‌باشد.

## زندگی
سعید نیاکوثری متولد ۱۳۴۰ و فارغ‌التحصیل دانشگاه شیراز با مدرک دامپزشکی می‌باشد. او موسیقی را نزد هنرمندانی همچون پرویز مشکاتیان و جلال ذوالفنون آموخت و ردیف آوازی را زیرنظر سید نورالدین رضوی سروستانی تکمیل نمود.
نیاکوثری در سال ۱۳۷۱ در هشتمین جشنواره موسیقی فجر با کسب مقام نخست سنتورنوازان کشور لوح زرین جشنواره را از آن خود کرد.

## آثار
از آثار موسیقایی نیاکوثری می‌توان به خوارزمی، سپیدار، فال حافظ، شور آفرین، پسین دلگشا، بر بال عقاب، قطعه شیراز، پیش‌درآمد و چهار مضراب دشتی و … اشاره کرد که جملگی به تأیید صاحبنظران موسیقی در ردیف آثار برجسته موسیقی ملی می‌باشد.
نیاکوثری در سال ۱۳۹۱ در مقابله با روش‌های وارداتی آموزش موسیقی به کودکان، با مشایعت تعدادی از هنرجویان خویش کتاب "آیین و آوا " را تألیف و به نشر عموم رسانده‌است.

### کارهای مستقل
- کتاب آئین و آوا
- پیش‌درآمد و جهار مضراب دشتی
- فردای کودک
- پیش‌درآمد همایون
- تصنیف صنما (بر روی اشعار سنایی غزنوی)
- ای زبان فارسی

### کارهای الهام گرفته از موسیقی محلی
- خوارزمی (ناشر: شرکت سروش وابسته به صداو سیمای جمهوری اسلامی ایران)
- قطعه شیراز
- پیش‌درآمد و چهار مضراب دشتی
- بربال عقاب (به یاد فرمانده اسکادران هوایی ایران/عقاب تیز پرواز دفاع مقدس، شهید عباس دوران)
- پسین دلگشا (موسیقی محلی فارس)
- شورآفرین
- سپیدار
- فال حافط (موسیقی محلی فارس)